# Strada nazionale 63 Metaurense
La strada nazionale 63 Metaurense era una strada nazionale del Regno d'Italia che congiungeva Arezzo a Calmazzo.
Venne istituita nel 1923 con il percorso "Arezzo - S. Sepolcro - Valico di Roccatrabaria - Urbania - Urbino - Calmazzo".
Nel 1928, in seguito all'istituzione dell'Azienda Autonoma Statale della Strada (AASS) e alla contemporanea ridefinizione della rete stradale nazionale, il suo tracciato costituì il tratto terminale della strada statale 73 Senese-Aretina e di Bocca Trabaria.